# Abbaye de Bertholdstein
 (avril 2023).
Si vous disposez d'ouvrages ou d'articles de référence ou si vous connaissez des sites web de qualité traitant du thème abordé ici, merci de compléter l'article en donnant les références utiles à sa vérifiabilité et en les liant à la section « Notes et références ».
L’abbaye de Bertholdstein vouée à saint Gabriel était une abbaye bénédictine féminine qui fut la première à rejoindre la congrégation de Beuron en 1889, alors que la communauté se trouvait à l'abbaye Saint-Gabriel de Prague. Elle fut érigée en abbaye en 1893. Elles furent à l'origine de la refondation de l'abbaye Sainte-Hildegarde d'Eibingen.
Après leur expulsion de Bohême (alors Tchécoslovaquie) en 1920, les religieuses germanophones se replièrent en Styrie à Bertholdstein. Six moniales furent à l'origine de la fondation de l'abbaye Sainte-Érentrude de Kellenried dans le Bade-Wurtemberg, près de Ravensburg en Souabe, en 1924.
Les bénédictines furent expulsées de leur abbaye par les autorités nationales-socialistes en mars 1942. Elles revinrent début 1946. Elles vivaient du produit de leur terre et d'artisanat (aquarelles, vitraux) et recevaient des retraitantes pour des exercices spirituels.
Les religieuses quittent la congrégation de Beuron fin 2007 pour s'agréger le 6 janvier 2008 à la fédération de Sainte-Lioba, dont elles deviennent le quatrième prieuré. 
Elles quittent aussi leur abbaye, située dans le château de Bertholdstein, en novembre 2008, pour le village de Sankt Johann bei Herberstein dans le district de Hartberg et poursuivent leur tradition d'hospitalité, dans ce qui est aujourd'hui le prieuré Saint-Gabriel.